# ژوائو ویکتور
ژوائو ویکتور (انگلیسی: João Victor؛ زادهٔ ۱۷ ژوئیهٔ ۱۹۹۸) بازیکن فوتبال اهل برزیل است.